# Estaing, Hautes-Pyrénées
Estaing är en kommun i departementet Hautes-Pyrénées i regionen Occitanien i sydvästra Frankrike. Kommunen ligger i kantonen Aucun som tillhör arrondissementet Argelès-Gazost. År 2022 hade Estaing 94 invånare.

## Befolkningsutveckling
Antalet invånare i kommunen Estaing
| Referens: INSEE |

## Galleri

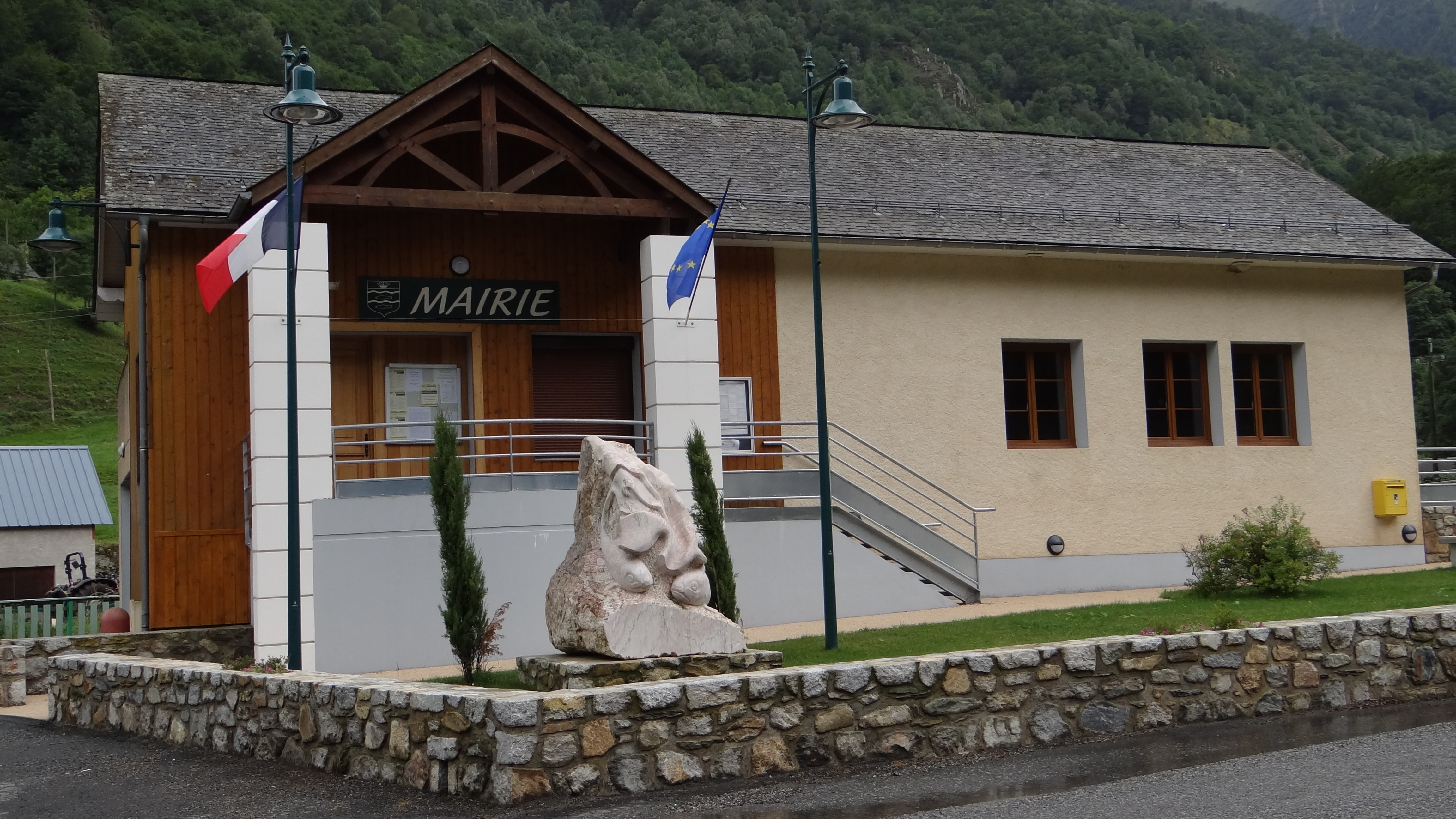
Rådhuset